# Luigi Lavizzari
Luigi Lavizzari (* 28. Januar 1814 in Mendrisio; † 26. Januar 1875 in Lugano) war ein Naturwissenschaftler, Botaniker, Politiker, Tessiner Grossrat, Staatsrat, Dozent am Lyzeum von Lugano und dessen Rektor.

## Biografie
Luigi Lavizzari war Sohn des Chirurgen und Apothekers Giuseppe und dessen Ehefrau Marianna geborene Tamanti. Er heiratete 1850 Irene Mantegani. Er besuchte die Schule am Collegio des Serviten in Mendrisio, das Lyzeum in Como und die Universitäten in Paris von 1837 bis 1839 und Pisa von 1839 bis 1840, wo er sein Studium der Naturwissenschaften abschloss. Sein ganzes Leben lang widmete er sich naturwissenschaftlichen Studien, mit einer besonderen Vorliebe für die Geologie, die ihn dazu brachte, Mineralien und Gesteine aus der italienischen Schweiz zu beschreiben und zu katalogisieren.
Er verfasste zahlreiche wissenschaftliche und populärwissenschaftliche Schriften, unter denen der Reiseführer Escursioni nel Cantone Ticino (1863) herausragt. Indem er sich die wissenschaftlichen und pädagogischen Instanzen der Zeit zu eigen machte, zeichnete Lavizzari das Tessin von Süden nach Norden in Form von pädagogischen Reiserouten nach, beschrieb dessen Vegetation, Fauna, Geologie und berichtete über historische, künstlerische und wirtschaftliche Daten.
Parallel zu seiner wissenschaftlichen Karriere schlug Lavizzari schon in jungen Jahren eine politische Laufbahn in den Reihen der Radikalen ein: Regierungskommissar in Mendrisio von 1836 bis 1837, von 1840 bis 1843, dann Abgeordneter im Grossrat des Kanton Tessins von 1844 bis 1845 und Staatsrat von 1845 bis 1849, von 1852 bis 1854 und von 1858 bis 1866. Nach der Schulreform von 1852, die dem Klerus das Primat der Bildung entzog, unterrichtete er Naturwissenschaften und Chemie am Lyzeum in Lugano (1853), dessen Rektor er von 1855 bis 1858 später wurde.
Er gründete 1858 das Naturhistorische Museum in Lugano, mit dem noch heute seine Mineralien- und Fossiliensammlungen verbunden sind, und gründete 1861 die Libreria Patria, in der die Tessiner Buchproduktion gesammelt wird. Von 1866 bis 1874 leitete er den Eidgenössischen Zollkreis IV in Lugano. Er war korrespondierendes Mitglied der Helvetischen Gesellschaft für Naturwissenschaften und ausländischer wissenschaftlicher Gesellschaften.

## Schriften (Auswahl)
- Memoria sull’altezza di ventotto comuni e di qualche altra località del distretto di Mendrisio al di sopra del livello del mare dedotto col metodo barometrico. Tipografia Giuseppe Bianchi, Lugano 1845.
- Istruzione popolare sulle principali rocche ossia sulle pietre e terre comuni del cantone Ticino e loro uso nelle arti. Tipografia Giuseppe Bianchi, Lugano 1849.
- Carta delle profondità del Ceresio o Lago di Lugano: dedicata alla Società Elvetica di Scienze Naturali. Tipografia e Litografia Cantonale, Locarno 1859.
- Catalogo delle rocce sedimentarie e dei fossili o petrefatti dei dintorni di Mendrisio e di Lugano nel Cantone Ticino. Tipografia e Litografia Cantonale, Locarno 1860.
- Escursioni nel Cantone Ticino. Tipografia Francesco Veladini e Co., Lugano 1863.
- II Monte Generoso e i suoi dintorni. Tipografia Francesco Veladini & Co., Lugano 1868.